# 中正路 (豐原區)
中正路為臺灣臺中市重要道路之一，屬於臺十線的一部分，全路段位於豐原區境內，人潮來往的廟東商圈亦於該路上。大致呈相東—西向，東起臺灣鐵路管理局臺中線豐原車站，西接神岡區中山路；是豐原區與中山高速公路豐原交流道、神岡區、大雅區主要往來平面道路，也是豐原區主要的連外道路之一，全長約2.6公里。因行經廟東商圈，加上路寬本身不足、違規停車嚴重之問題，上下班尖峰時段以及例假日時常大塞車。

## 行經行政區域
- 豐原區

## 車道數
圓環西路／圓環南路以西雙向六車道，設置中央綠化安全島；以東雙向二車道。

## 本道路客運
- 本表更新時間為2022年7月10日。

| 編號    | 業者                       | 路線                            | 行駛區間                                                                  | 備註                                                          |
| 12      | 台中客運 豐原客運 全航客運 | 明德高中－豐原高中              | 豐原大道一段－三豐路一段                                                  | -                                                             |
| 12延    | 台中客運 豐原客運 全航客運 | 明德高中－豐原鎮清宮            | 豐原大道一段－三豐路一段                                                  | -                                                             |
| 63      | 統聯客運 豐原客運          | 豐原東站－臺中榮總              | 成功路－三豐路一段                                                        | 不經社口                                                      |
| 90      | 豐原客運                   | 豐原－東勢高工                  | 向陽路－三民路                                                            | 經豐原高中                                                    |
| 90延    | 豐原客運                   | 豐原－和平衛生所                | 向陽路－三民路                                                            | 經豐原高中                                                    |
| 91      | 豐原客運                   | 舊庄－大南－中興嶺停車場          | 神岡區中山路－豐原區向陽路                                                | 所有班次繞駛至豐原東站                                        |
| 91延    | 豐原客運                   | 臺中國際機場－中興嶺停車場      | 神岡區中山路－豐原區向陽路                                                | 所有班次繞駛至豐原東站                                        |
| 91繞    | 豐原客運                   | 舊庄－東興－中興嶺停車場          | 神岡區中山路－豐原區向陽路                                                | 所有班次繞駛至豐原東站                                        |
| 152     | 中台灣客運                 | 臺中市議會－陽明大樓            | 神岡區中山路－圓環南路                                                    | 實際訖站為義士祠                                              |
| 152區1  | 中台灣客運                 | 臺中市議會－圓環南永安街口      | 神岡區中山路－圓環南路                                                    | 例假日停駛                                                    |
| 152區2  | 中台灣客運                 | 臺中市議會－社皮鐵路巷          | 神岡區中山路－豐原大道                                                    | 例假日停駛                                                    |
| 182     | 豐原客運                   | 豐原東站－清水                  | 神岡區中山路－豐原區向陽路                                                | 經新                                                          |
| 183     | 豐原客運                   | 豐原東站－臺中港郵局            | 神岡區中山路－豐原區向陽路                                                | 經新                                                          |
| 185     | 豐原客運                   | 豐原東站－清水                  | 神岡區中山路－豐原區向陽路                                                | 經東山                                                        |
| 186     | 豐原客運                   | 豐原東站－臺中港郵局            | 神岡區中山路－豐原區向陽路                                                | 經東山                                                        |
| 202     | 豐原客運                   | 豐富公園－豐原                  | 豐原區中山路－和平街（往豐原） 信義街－豐原區中山路（往豐富公園）         | 經樹德路                                                      |
| 203     | 豐原客運                   | 豐富公園－豐原                  | 豐原區中山路－和平街（往豐原） 信義街－豐原區中山路（往豐富公園）         | 經新田、豐南國中                                              |
| 206     | 豐原客運                   | 豐原－東勢高工                  | 向陽路－和平街（往豐原） 三民路－向陽路（往東勢高工）                     | 經翁子                                                        |
| 207     | 豐原客運                   | 豐原－谷關                      | 向陽路－和平街（往豐原） 三民路－向陽路（往谷關）                         | -                                                             |
| 208     | 豐原客運                   | 豐原－卓蘭                      | 向陽路－和平街（往豐原） 三民路－向陽路（往卓蘭）                         | 往豐原班次皆繞駛至東勢高工                                    |
| 209     | 豐原客運                   | 豐原－東勢林場                  | 向陽路－和平街（往豐原） 三民路－向陽路（往東勢林場）                     | 往豐原班次皆繞駛至東勢高工                                    |
| 211     | 豐原客運                   | 豐原－大甲體育場                | 源豐路－和平街（往豐原） 信義街－源豐路（往大甲體育場）                   | 經土城、泰安                                                  |
| 212     | 豐原客運                   | 豐原－大甲體育場                | 源豐路－和平街（往豐原） 信義街－源豐路（往大甲體育場）                   | 經水美                                                        |
| 213     | 豐原客運                   | 豐原－大甲體育場                | 源豐路－和平街（往豐原） 信義街－源豐路（往大甲體育場）                   | 經下里                                                        |
| 215     | 豐原客運                   | 豐原－大甲體育場                | 源豐路－和平街（往豐原） 信義街－源豐路（往大甲體育場）                   | 經麗寶樂園、不經后里區公所                                    |
| 218     | 豐原客運                   | 豐原東站－神岡區公所            | 源豐路－向陽路                                                            | 經崎腳                                                        |
| 220     | 豐原客運                   | 豐原東站－宜寧中學              | 神岡區中山路－豐原區向陽路                                                | 經社口                                                        |
| 220繞   | 豐原客運                   | 豐原東站－宜寧中學              | 神岡區中山路－豐原區向陽路                                                | 經社口、大華國中                                              |
| 223     | 豐原客運                   | 豐原－公老坪頂                  | 向陽路－源豐路                                                            | －                                                            |
| 227     | 豐原客運                   | 豐原－東陽里                    | 向陽路－源豐路                                                            | -                                                             |
| 228     | 豐榮客運                   | 大鵬國小－豐原東站              | 神岡區中山路－豐原區向陽路                                                |                                                               |
| 232     | 豐原客運                   | 豐原東站－東山                  | 神岡區中山路－豐原區向陽路                                                | 例假日及寒暑假停駛                                            |
| 235     | 豐原客運                   | 豐原－豐原（豐原圓環線）        | 豐原區成功路－圓環南路                                                    | 南環線先抵達「北環福德祠」 北環線先抵達「新惠生醫院」         |
| 237     | 豐原客運                   | 豐原東站－大肚車站              | 神岡區中山路－豐原區向陽路                                                |                                                               |
| 237區   | 豐原客運                   | 豐原東站－麗水                  | 神岡區中山路－豐原區向陽路                                                |                                                               |
| 238     | 豐原客運                   | 豐原東站－臺中港郵局            | 神岡區中山路－豐原區向陽路                                                | -                                                             |
| 239     | 豐原客運                   | 豐原東站－梧棲                  | 神岡區中山路－豐原區向陽路                                                | -                                                             |
| 529     | 中鹿客運                   | 豐原東站－朝馬                  | 神岡區中山路－豐原區向陽路                                                | 經大華國中                                                    |
| 700跳蛙 | 台中客運 全航客運          | 明德高中－豐原高中              | 三豐路一段－豐原大道一段                                                  | 例假日及寒暑假停駛                                            |
| 900     | 豐原客運                   | 光明國中－豐原                  | 信義街－豐原區中山路（往光明國中） 豐原區中山路－和平街（往豐原）         | 北屯幹線                                                      |
| 900繞   | 豐原客運                   | 臺中刑務所演武場－豐原          | 信義街－豐原區中山路（往臺中刑務所演武場） 豐原區中山路－和平街（往豐原） | 北屯幹線                                                      |
| 900跳蛙 | 豐原客運                   | 光明國中－豐原高中              | 三豐路一段－豐原區中山路                                                  | 例假日及寒暑假停駛                                            |
| 920     | 捷順交通                   | 八方國際商城－育賢環中東/西路口 | 起站（臺豐社區）－豐原區豐原大道一段                                      | 豐原端起站為臺豐社區 經摘星山莊、潭子車站、慈濟醫院、太原車站 |
| 921     | 中鹿客運                   | 豐原東站－軍功松竹路口          | 豐原區豐原大道八段－豐原區大豐路五段                                      | 經筱雲山莊、栗林車站、慈濟醫院                                |
| 989     | 豐原客運                   | 翁子－圳前仁愛公園              | 豐原區中山路－三豐路一段                                                  | 經豐洲工業區                                                  |
| 989延   | 豐原客運                   | 翁子－神圳國中                  | 豐原區中山路－三豐路一段                                                  | 經豐洲工業區                                                  |
| 黃1     | 飛狗衛星車隊               | 豐原－公老坪頂                  | 向陽路－源豐路                                                            | -                                                             |

## 沿線設施
（由東到西）
（往東接三豐路一段、東北街）
- 臺鐵臺中線豐原車站
- 頂街派出所（歷史建築）
- 肯德基臺中豐原餐廳
- 摩斯漢堡豐原店

向陽路
- 豐安醫院
- 土地銀行豐農分行
- 麥當勞豐原和平餐廳
- 廟東夜市
- 慈濟宮
- 中國醫藥大學附設醫院豐原分院

葫蘆墩圳停車場
- 彰化銀行豐原分行
- 墩腳綠園

源豐路（原 三豐路）
- 中華郵政豐原郵局
- 土地銀行豐原分行
- 臺灣銀行豐原分行

中山路 (豐原區)
- 第一銀行豐原分行
- 台中商業銀行豐原分行
- 合作金庫銀行豐中分行
- 臺中市豐原區富春國民小學
- 臺中市豐原區瑞穗國民小學
- 慈龍寺
- 玉山銀行豐原分行
- 中國信託銀行豐原分行

圓環南路、圓環西路
- 麥當勞豐原中正二餐廳
- 臺灣電力公司豐原分公司

成功路
- 忠勤綠地
- 豐富園區（原 國防部臺中區聯合甲型保修廠）
  - 豐原國民運動中心（規劃中）

豐原大道一段、八段
- 三信商業銀行豐樂分行

大豐北街／大豐路五段
（往西接中山路 (神岡區)）